# 10 î.Hr.
Anul 10 î.Hr. (X î.Hr.) a fost un an obișnuit al calendarului iulian.

## Nașteri
- 1 august: Claudius (Tiberius Claudius Caesar Augustus Gemanicus), al patrulea împărat roman al dinastiei iulio-claudiene  din 41 (d. 54)